# Better (canção de Zayn)
"Better" é uma canção gravada pelo cantor britânico Zayn para seu terceiro álbum de estúdio Nobody Is Listening (2021). Foi lançada pela RCA Records em 25 de setembro de 2020 como primeiro single do álbum.

## Promoção e lançamento
Em 23 de setembro de 2020, Zayn especulou "Better" com um pequeno teaser, que apresenta um pequeno clipe do início do videoclipe oficial. A canção foi lançada em 25 de setembro de 2020 pela RCA Records, servindo como primeiro single do álbum Nobody Is Listening.

## Videoclipe
O videoclipe de "Better" foi dirigido por Ryan Hope e lançado junto com a canção.

## Desempenho nas tabelas musicais
| Tabela musical (2020)              | Melhor Posição |
| ---------------------------------- | -------------- |
| Austrália (ARIA)                   | 89             |
| Canadá (Canadian Hot 100)          | 59             |
| Estados Unidos (Billboard Hot 100) | 89             |
| Irlanda (IRMA)                     | 56             |
| Nova Zelândia (Hot Singles — RMNZ) | 5              |
| Portugal (AFP)                     | 94             |
| Reino Unido (UK Singles Chart)     | 58             |
| Suécia (Sverigetopplistan)         | 51             |